# Hričovské Podhradie
Hričovské Podhradie (en hongrois : Ricsóváralja) est une commune de la région de Žilina, en Slovaquie.

## Histoire
La première mention écrite du village date de 1265.

## Démographie

### Évolution de la population
| Année:               | 1994. | 2004.   | 2014.   | 2024.   |
| -------------------- | ----- | ------- | ------- | ------- |
| Nombre de personnes: | 349   | 379     | 364     | 343     |
| Différence:          |       | +8,59 % | -3,95 % | -5,76 % |

| Année:               | 2023. | 2024. |
| -------------------- | ----- | ----- |
| Nombre de personnes: | 343   | 343   |
| Différence:          |       | +0 %  |